# Борис Спасов
Борис Петров Спасов е български юрист (учен и преподавател), член-кореспондент на БАН, народен деятел на науката. Основател и пръв председател на Съюза на юристите в България. Обществен деец от БКП, чийто член е от 1949 г., депутат. Принадлежи към т. нар. кръг на академик Ярослав Радев, изготвял законите на България при комунистическия режим.

## Биография
Роден е през 1912 г. в Оряхово в интелигентско семейство. Следва право в Юридическия факултет на Софийския университет „Св. Климент Охридски“ от 1931 до 1935 г., когато е член на БОНСС и активен участник в неговите дейности.
Между 1936 и 1938 г. е стажант в областните съдилища на Търново и София. От 1938 до 1940 г. е допълнителен член на Софийския областен съд. Между 1940 и 1941 г. работи като заместник-околийски съдия в Бургаския околийски съд. През 1941 – 1943 г. е околийски съдия в Скопие и Тетевен, а между 1943 и октомври 1944 г. – член съдия в Добричкия областен съд.
След 9 септември 1944 г. е заместник-околийски съдия в София, където работи до 1945 г. От следващатата година до 1948 г. е секретар и главен секретар на Министерския съвет, а между 1948 и септември 1949 г. – съветник в Министерския съвет. От септември 1949 до 1958 г. е редовен доцент в Юридическия факултет на Софийския университет. Между 1958 и юни 1962 г. е заместник-ректор на СУ, а до 1964 г. е и професор в същия университет. След 1964 г. работи като декан на Правния факултет при СУ. Дългогодишен народен представител от 17 март 1966 г.
Борис Спасов е почетен председател на Съюза на юристите в България и вицепрезидент на Международната асоциация на юристите демократи. Награждаван е с орден „Георги Димитров“.
Малко преди смъртта му е награден от президента Георги Първанов с орден „Стара планина“, наред с Живко Сталев, след като е станал жертва на имотна измама

## Творчество
Автор е на над 20 книги, монографии, над 90 учебника, учебни помагала, студии, много статии, публикувани не само в България, но и в много европейски страни – Германия, Италия, Франция, Гърция и Русия. Член-кореспондент на БАН (1981).

## Награди
- орден „Народна република България“ трета степен по случай неговата 60-годишнина (август 1972),
- орден „Народна република България“ втора степен за големи заслуги в научноизследователската и преподавателската дейност (6 декември 1978),
- орден „Георги Димитров“ за активна научна и обществено-политическа дейност (1982),
- орден „Стара планина“ първа степен (4 април 2002).
- звание „Заслужил деятел на науката“ (август 1974),
- звание „Народен деятел на науката“ (23 май 1985),
- звание „Герой на социалистическия труд“ за активна научна, преподавателска и обществено-политическа дейност (26 юли 1987),
- званието „Доктор хонорис кауза“ на Югозападния университет „Неофит Рилски“ (27 юни 2001).